# Isomecocnemis subnodalis
Isomecocnemis subnodalis là loài chuồn chuồn trong họ Platycnemididae. Loài này được Selys mô tả khoa học đầu tiên năm 1886.